# Bombardier Q 200
Bombardier Q 200 – samolot pasażerski o napędzie turbośmigłowym produkowanym przez firmę Bombardier Aerospace. Stanowi rozwinięcie popularnej konstrukcji DHC-8-200 (Dash-8-200), która powstała na przełomie lat 70. i 80. XX w. w firmie De Havilland. Przedsiębiorstwo De Havilland zostało przejęte przez Bombardier Aerospace w 1992 r.
Pierwszy lot prototypu (odpowiednik wersji DHC-8-100) odbył się 20 lipca 1983 r. Ponad rok później (23 października 1984 r.) kanadyjskie linie lotnicze norOntair zamówiły pierwszy egzemplarz.
DHC-8-100 był wyposażony w silniki Pratt & Whitney Canada PW120. W 1992 r. do napędu samolotu zastosowano mocniejsze silniki Pratt & Whitney Canada PW123C zmieniając tym samym wersję na DHC-8-200. Nowy napęd pozwolił na uzyskanie większej masy użytecznej i zwiększenie prędkości o 56 km/h.
Od 1996 r. Dash 8 wyposażony jest w system redukcji hałasu i wibracji (NVS). Modernizacja ta przynosi nowe oznaczenie samolotu Dash 8Q („Q” od angielskiego „quiet” – cichy).
W 1998 r. ponownie zmienia się nazwa na Dash 8 Q200 po wprowadzeniu nowego wnętrza samolotu.
W 2001 r. dla samolotów Dash 8 zaczęto stosować oznaczenie „seria Q”.